# Artur Więcek
Artur Więcek, ps. Baron (ur. 10 maja 1967 w Limanowej) – polski reżyser i scenarzysta filmowy.

## Życiorys
Więcek od kilkunastu lat współpracuje z dziennikarzem Witoldem Beresiem. W 1997 wspólnie założyli firmę producencką Bereś & Baron Media Productions. Więcek jest reżyserem, Bereś producentem, razem piszą scenariusze większości przygotowywanych w niej projektów. Firma realizowała programy dla telewizji (m.in. Historia filozofii po góralsku według ks. Józefa Tischnera). Więcek i Bereś nakręcili także kilka filmów fabularnych.
Debiutowali w 2002 ciepło przyjętym Aniołem w Krakowie. Trzy lata później powstał Zakochany anioł, ponownie z Krzysztofem Globiszem w roli Giordano. Za Anioła w Krakowie Więcek zdobył Nagrodę za debiut reżyserski na Festiwalu Polskich Filmów Fabularnych.

## Reżyseria
- Anioł w Krakowie (2002)
- Goralenvolk (2004)
- Zakochany Anioł (2005)
- Jegomość Tischner i jego filozofia po góralsku (2006)
- Tischner - życie w opowieściach (2008)
- Marek Edelman: Życie. Po prostu (2008)
- Bartoszewski. Droga (2011)
- Wszystkie kobiety Mateusza (2012)